# Yên Mẫn công
Yên Mẫn công (chữ Hán: 燕閔公; trị vì: 438 TCN-415 TCN hoặc 433 TCN-403 TCN), là vị vua thứ 33 hoặc 34 của nước Yên – chư hầu nhà Chu trong lịch sử Trung Quốc.
Sử sách không ghi rõ quan hệ giữa Yên Mẫn công và vị vua mà ông kế vị là Yên Thành công, và không ghi chép sự kiện xảy ra liên quan tới nước Yên trong thời gian ông làm vua.
Khoảng năm 415 TCN hoặc 403 TCN, Yên Mẫn công mất. Yên Hậu Giản công được lập lên ngôi. Sử sách cũng không ghi rõ quan hệ giữa Hậu Giản công và Mẫn công.